# Janez Hafner
Janez Hafner, slovenski slikar, * 5. december 1950, Trnje, † 30. julij 2012, Virlog

## Življenje in delo
Po končani grafični smeri na Srednji šoli za oblikovanje leta 1969 je študiral na Akademiji za likovno umetnost in diplomiral leta 1973 iz slikarstva pri prof. Janezu Berniku. Študij je nadaljeval na specialki in magistriral pri prof. Kiarju Mešku leta 1975.
Imel je 27 samostojnih razstav doma in v tujini, ter sodeloval na 58 skupinskih razstavah. Primarno je ustvarjal je v tehniki akril na platno, v zgodnjem obdobju tudi oglje in olje na platnu. Sedemkrat je bil nagrajen. Bil je velik poznavalec in ljubitelj slik slikarja Ivana Groharja.
Večino svojega življenja je preživel v vasici Virlog. Skoraj do upokojitve je poučeval likovni pouk na Osnovni Šoli Železniki. Umrl je po kratki bolezni.